# Søren Jenssen Lund
Pour les articles homonymes, voir Lund.
Søren Jenssen Lund est un botaniste danois, né le 2 décembre 1905 à Ötlsted près de Horsens et mort en 1974.

## Biographie
Fils de Jens Peter et d’Ane Nielsine née Jensen, il obtient son Master of Sciences à l’université de Copenhague en 1932 et un Ph. D. en 1959. Il se marie avec Mimi Ethel Larvig le 14 septembre 1960 dont il aura un fils.
Il participe à une expédition dans l’est du Groenland en 1933. De 1932 à 1939, il collabore avec Niels Henrik Kolderup (1898-1941). Jusqu’en 1944, il travaille à la Station de biologie marine de Charlottenlund dont il sera le bibliothécaire.
Il travaille principalement sur les algues.